# NEW CHAPTER ＃1 : THE CHANCE OF LOVE
『NEW CHAPTER #1：THE CHANCE OF LOVE』（ニュー・チャプター・ワン ザ・チェンジ・オブ・ラヴ）は、東方神起の韓国における8集（8枚目）オリジナル・アルバムである。2018年3月28日にSMエンタテインメントより発売された。

## 概要
前作のスペシャル・アルバム『RISE AS GOD』から約2年8カ月ぶり、正規集としては第7集アルバム『TENSE』から約4年ぶりのリリースで、除隊後初となるアルバム。
本作のコンセプトについて、ユンホは「コンセプトは“雑誌”で、僕たちのファッションセンスや音楽的な要素を雑誌で表現した」とコメントしている。このコンセプトに則ってブックレット（170ページ）は雑誌を模したデザインになっている。
本作では、ユンホとチャンミンが企画段階からコンセプト、曲の選定、アルバム全体のストーリー構成などに参加している。エレクトロニカ、R&B、ジャズ・ポップ、ポップ・バラードなど、幅広くバラエティ豊かな曲構成となっている。メンバーのソロ曲のほか、チャンミンが作詞に加わった楽曲を含む全11曲が収録された。
このアルバム発売後のテレビ番組などでのプロモーション活動は正規7集リパッケージ『Spellbound』から約4年ぶりとなった。

## 発売形態
「A ver.」「B ver.」「C ver.」の3種類が発売されている。3種類とも収録曲とブックレットの内容は同じで、パッケージが異なる。

## 問題となった表現
4月3日に所属事務所であるSMエンタテインメントの公式YouTubeチャンネルで公開された「평행선 (Love Line)」のミュージック・ビデオにおいて、映像内に登場する世界地図から日本列島だけが削除されていることが発覚。SMエンタテインメントは、同ミュージック・ビデオのCG制作を担当したFantasyLabnoによる編集過程で、問題が発生したことを確認したと説明し、事前確認ができていないことを謝罪した。同日中に、正確な世界地図が表示されるミュージック・ビデオに差し替えられた。

## 収録内容
| #         | タイトル                            | 作詞                                                 | 作曲                                                                | 編曲                                                       | 時間  |
| --------- | ----------------------------------- | ---------------------------------------------------- | ------------------------------------------------------------------- | ---------------------------------------------------------- | ----- |
| 1.        | 「평행선 (Love Line)」              | 김민지 (Jam Factory) ZNEE (Joombas)                  | Jake Torrey Noah Conrad Khristian Araneda                           | Jake Torrey Noah Conrad                                    | 3:16  |
| 2.        | 「운명 (The Chance of Love)」       | 유영진                                               | Jihad Rahmouni Lorenzo Fragola Haris (Haris Alagic) 유영진          | Jihad Rahmouni Lorenzo Fragola Haris (Haris Alagic) 유영진 | 3:27  |
| 3.        | 「다 지나간다... (Broken)」         | 조윤경                                               | Suk Choi Nermin Harambasic Jakob Mihoubi Rudi Daouk                 | Jin Suk Choi                                               | 3:28  |
| 4.        | 「Only For You 」                   | 이희주 이스란 (Jam Factory)                          | Delly Boi (Joombas) Davey Nate (Joombas) Jass Reyes                 | Delly Boi (Joombas)                                        | 2:56  |
| 5.        | 「퍼즐 (Puzzle)」(Sung by 유노윤호) | 정잔듸 (Jam Factory)                                 | LDN Noise Adrian MeKinnon                                           | LDN Noise                                                  | 3:04  |
| 6.        | 「Closer」(Sung by 최강창민)        | 황지원 (Jam Factory) 봉은영 (Jam Factory)            | Jihad Rahmouni Duncan de Moor                                       | Jihad Rahmouni Duncan de Moor                              | 3:08  |
| 7.        | 「Bounce 」                         | 이스란 (Jam Factory) Le'mon (Joombas/EKKO)           | Kyle MacKenzie Keir MacCulloch Hannah Wilson Aston Merrygold 유영진 | COMMANDS                                                   | 3:18  |
| 8.        | 「Wake Me Up 」                     | realmeee                                             | Coach & Sendo Andrew Choi                                           | Coach & Sendo                                              | 3:35  |
| 9.        | 「게으름뱅이 (Lazybones)」          | 박창현                                               | 박창현                                                              | 박창현                                                     | 4:00  |
| 10.       | 「새벽 공기 (Without You)」         | 이스란 (Jam Factory)                                 | Marcus Lindberg Hjalmar Wilén Yoko Hiramatsu                        | Marcus Lindberg Hjalmar Wilén Yoko Hiramatsu               | 3:15  |
| 11.       | 「Sun & Rain」                      | JQ (makeumineworks) 이지혜 (makeumineworks) 최강창민 | Matthew Tishler Aaron Benward Felicia Barton 윤건                   | Matthew Tishler                                            | 3:29  |
| 合計時間: | 合計時間:                           | 合計時間:                                            | 合計時間:                                                           | 合計時間:                                                  | 36:56 |

## 曲の解説
1. 평행선 (Love Line)
邦題は「平行線 (Love Line)」[9]。
2. 운명 (The Chance of Love)
タイトル曲[10]。
スウィング・ジャズを基調としたダンス・ポップチューン[3]。
邦題は「運命 (The Chance of Love)」[9]。
2018年9月19日に日本で発売された9thアルバム『TOMORROW』に、「運命 (The Chance of Love)」というタイトルで日本語バージョンが収録されている。
3. 다 지나간다... (Broken)
邦題は「全て過ぎ去っていく (Broken)」[9]。
4. Only For You
5. 퍼즐 (Puzzle)
ユンホのソロ曲。ハウスを基調としたエレクトロ・ポップ調の楽曲。歌詞のテーマは「自分を完成させるパズルの最後のピース」[11]。
邦題は「Puzzle」[9]。
6. Closer
チャンミンのソロ曲。「愛する女性を勇気づけたい」という男性の気持ちを歌ったR&B調の楽曲[11]。
7. Bounce
8. Wake Me Up
9. 게으름뱅이 (Lazybones)
邦題は「なまけもの (Lazybones)」[9]。
10. 새벽 공기 (Without You)
邦題は「夜明けの空気 (Without You)」[9]。
11. Sun & Rain